# كاراكساوايات
الكاراكساوايات (الاسم العلمي: Characiphysae) هي طبقة من الأسماك تتبع الصنف جديدات الزعانف من طائفة شعاعيات الزعانف.

## التصنيف
- كاراكسيات الشكل
  - الكاراكساويات
    - الكاراكسينات
      - الكاراكسية